# Miturga whistleri
Miturga whistleri là một loài nhện trong họ Miturgidae.
Loài này thuộc chi Miturga. Miturga whistleri được Eugène Simon miêu tả năm 1909.